# آنالی تیپتن
آنالی کریستین تیپتن (به انگلیسی: Analeigh Christian Tipton) (زاده ۹ نوامبر ۱۹۸۸) بازیگر و مدل آمریکایی است.

## بخشی از فیلمشناسی
- تئوری بیگ بنگ (۲۰۰۸، ۲۰۱۵)
- زنبور سبز (۲۰۱۱)
- دیوانه‌وار، احمقانه، عشق (۲۰۱۱)
- بدن‌های گرم (۲۰۱۳)
- لوسی (۲۰۱۴)
- رابطه دو شبه (۲۰۱۴)
- نامحدود (۲۰۱۵)
- می‌سی‌سی‌پی گریند (۲۰۱۵)
- خروجی‌های طلایی (۲۰۱۷)
- تمام شب (۲۰۱۷)
- بهتر است فرار کنیم (۲۰۱۸)